# Coliseum Alfonso Pérez
Lo Stadio Coliseum Alfonso Pérez è uno stadio di calcio situato nella città di Getafe, nella Comunità autonoma di Madrid, in Spagna.
Lo stadio, dalla capienza di 17 393 posti, ospita le partite casalinghe 
del Getafe CF, squadra dell'omonima città.

## Storia
Aperto nel 1998, lo stadio fu intitolato ad Alfonso Pérez, ex calciatore della nazionale spagnola nativo proprio della città.
Inizialmente lo stadio era progettato per ospitare 14 500 persone.
A inaugurare l'impianto fu una partita tra Getafe e Talavera giocata il 30 agosto 1998, dopo che la squadra di casa aveva lasciato lo Stadio Juan de la Cierva, sede delle partite del club per una sola stagione a seguito della demolizione dello storico impianto, lo Stadio Municipal de Las Margaritas. L'apertura ufficiale dello stadio risale, tuttavia, al 2 settembre 1998, in occasione di un triangolare tra Atlético Madrid, Borussia Dortmund e Feyenoord.
Negli anni a venire la capienza dello stadio fu portata progressivamente a 17 393 posti.
Il 20 maggio 2010 lo stadio ha ospitato la finale di UEFA Women's Champions League.